# Barabajagal
Barabajagal es el séptimo disco de estudio del cantautor Donovan. Fue lanzado en Estados Unidos el 11 de agosto de 1969 (Epic Records BN 26481 (stereo)), pero no pudo ser lanzado en el Reino Unido debido a un conflicto contractual de se repitieron con los lanzamientos de Sunshine Superman, Mellow Yellow, y The Hurdy Gurdy Man. El 16 de mayo de 2005, se reeditó el disco en el Reino Unido con trece canciones extras respecto a la edición de 1969.
En este álbum el sonido está en la línea de rock psicodélico, pero al mismo tiempo, Donovan comenzó a interesarse profundamente por el sonido celta. Durante esas sesiones grabó de forma acústica unas cuantas canciones que capturaban ese sonido, canciones que no vieron la luz hasta la reedición del disco en el 2005 y que para muchos superan en calidad a las del disco original.

## Lista de canciones

### Disco original (1969)

#### Cara uno
1. "Barabajagal (Love Is Hot)" – 3:20
2. "Superlungs (My Supergirl)" – 2:39
3. "Where Is She?" – 2:46
4. "Happiness Runs" – 3:25
5. "I Love My Shirt" – 3:19

#### Cara dos
1. "The Love Song" – 3:14
2. "To Susan on the West Coast Waiting" – 3:12
3. "Atlantis" – 3:12
4. "Trudi" – 2:23
5. "Pamela Jo" – 4:24

### Reedición de disco (2005)
1. "Barabajagal (Love Is Hot)" – 3:20
2. "Superlungs (My Supergirl)" – 2:39
3. "Where Is She?" – 2:46
4. "Happiness Runs" – 3:25
5. "I Love My Shirt" – 3:19
6. "The Love Song" – 3:14
7. "To Susan on the West Coast Waiting" – 3:12
8. "Atlantis" – 3:12
9. "Trudi" – 2:23
10. "Pamela Jo" – 4:24

Bonus Tracks
1. "Stromberg Twins" – 4:40
2. "Snakeskin" – 2:41
3. "Lauretta's Cousin Laurinda" – 4:18
4. "Swan (Lord of the Reedy River)" – 3:08
5. "Poor Man's Sunshine (Nativity)" – 5:19
6. "New Year's Resolution (Donovan's Celtic Jam)" – 3:16
7. "Runaway" – 3:03
8. "Sweet Beverley" – 2:59
9. "Majorie (Margarine)" – 3:17
10. "Little White Flower" – 2:09
11. "Good Morning Mr. Wind" – 2:08
12. "Palais Girl" – 2:26
13. "Lord of the Universe" – 3:12

- Datos: Q2883746